# Oberelbert
Oberelbert ist eine Ortsgemeinde im Westerwaldkreis in Rheinland-Pfalz. Sie gehört der Verbandsgemeinde Montabaur an.

## Geographie
Die Gemeinde erstreckt sich auf einer Höhenlage von 310 bis 340 m ü. NN. Oberelbert liegt ca. fünf Kilometer südlich von Montabaur im Naturpark Nassau am Stelzenbach; Nachbarorte sind Niederelbert im Norden, Daubach im Osten und Welschneudorf im Südwesten. Der Ort ist von ausgedehnten Waldgebieten umgeben.

## Geschichte
Der älteste namentliche Nachweis der Existenz Oberelberts stammt, gemeinsam mit Niederelbert als „Obern und Nyddern Elwart“, aus dem Jahre 1436. Das Dorf dürfte aber deutlich älter sein. So bestand bereits vor 1200 im Bann des Dorfes Humbach (Montabaur) im Besitz des Erzbischofs von Trier unter anderem eine Wildhube zu Elewartin. In dem ausgedehnten Waldgebiet um Humbach, dem Forst Spurginberch (Spurkenberg) gab es um 1212 zwei Försterhuben zu Elwartin. Es handelte sich dabei um Förster-Hofstellen mit im Wald eingeordnetem Ackerland, die auf Dokumenten aus den Jahren 1212 und 1214 erwähnt sind. Belege eines Streits zwischen den Mitgliedern des Stifts St. Florin zu Koblenz um die Nutzung des Waldes Pfaffenholz bei Elewarthe stammen von 1233.
Ab 1362 kann wegen der in diesem Jahr erfolgten erstmaligen Nennung von Niederelbert (inferiori Elewarten) auch auf das Bestehen von Oberelbert geschlossen werden.

### Urkundliche Erwähnungen
27 Jahre nach der Ersterwähnung, in einem Vertrag von 1463, sind die Herren von Helfenstein als Inhaber der Grundherrschaft Elbert und die Dörfer Nieder Elbartt und Obern Elbartt genannt. Vermutlich dreizehn Jahre später, spätestens jedoch seit 1584 besaß Oberelbert eine Kapelle. Schon vor 1500 bestand der Zehntbezirk „Zeche Oberelbert“ und war Teil des Amtes und Bannes Montabaur. Nach der Teilung des Bannes Montabaur um 1550/60 kamen die Dörfer zum Bann Holler. Die Vertreter von Ober- und Niederelbert erkannten 1508 nach altem Herkommen in einem „Weistum“ den Erzbischof von Trier als Oberherrn und die Herrn von Helfenstein als Gerichtsherrn an.
Die Hälfte der Grundherrschaft Elbert übertrug der Erzbischof von Trier 1519 den Herrn von Nassau (zur Sporkenburg) als Lehen.
Um 1602 befanden sich drei Viertel der Grundherrschaft in den Händen der Herrn von Metternich. Das restliche Viertel war kurtrierischer Kameralbesitz.

### Neuaufbau nach dem Dreißigjährigen Krieg
In den Jahren 1630 und endgültig dann 1636 wurde Oberelbert im Schwedischen Krieg vollständig zerstört und unbewohnbar. Etwa ab 1642 setzten langsam der Wiederaufbau und die Wiederbesiedlung ein. Ab 1711 bestand wieder eine neu erbaute Kapelle und 1770 wurde die Pfarrei mit Welschneudorf als Filiale eingerichtet.
1795 mussten die Dorfbewohner ihr Vieh vor der plündernden französischen Revolutionsarmee in der Metternicher Heck in Sicherheit bringen.
Die bisher kurtrierischen Oberelberter wurden ab 1803 nassauische Untertanen, ein Zustand der bis 1866 anhalten sollte, als Oberelbert dann preußisch wurde. Neun Jahre nachdem die Gemeinde zu Nassau gekommen war, kam es zur zweiten Zerstörung des Ortes: Am 12. September 1811 brannte das Dorf bis auf sechs kleine Häuser nieder. Mit dem Wiederaufbau des Gemeinde(back)hauses 1812, des Pfarrhauses vier Jahre später, der Schule dann 1823/24 und schließlich zwischen 1830 und 1832 der Kirche wurde der alte Bestand des Dorfes wiederhergestellt. Nach einem aus Sicht der Dorfgemeinde erfolglosen Rechtsstreit mit den vormaligen Zehntherren finanzierte die Einwohnerschaft den Kirchenbau weitgehend aus eigenen Mitteln. In diese Zeit der Zerstörung fiel auch noch der Ausbruch des Typhus 1813 bis 1815, vermutlich von versprengten französischen Soldaten auf dem Rückzug aus Russland eingeschleppt. Viele Menschen starben an der Krankheit.

### 20. Jahrhundert
Das beginnende 20. Jahrhundert brachte Oberelbert weitreichende infrastrukturelle Neuerungen. 1913 wurde am Bußkreuz eine Fliegerstation eingerichtet. Mitte August verunglückten dort zwei Flugzeuge beim Landeanflug. Während des Ersten Weltkrieges führte die Petroleumknappheit zur beschleunigten Versorgung mit elektrischem Strom. Am 3. März 1916 brannten erstmals elektrische Straßenlampen in Oberelbert. Die Häuser wurden 1923 an die neue zentrale Wasserversorgungsanlage angeschlossen und am 11. November 1926 wurde die Postbuslinie Montabaur – Welschneudorf über Oberelbert eingerichtet.
Rege Bautätigkeit im Ort herrschte zwischen den Jahren 1926 und 1931, als Ausdehnung und Bevölkerung deutlich zunahmen.
Im Zweiten Weltkrieg büßten 38 Einwohner Oberelberts ihr Leben durch Kriegshandlungen ein.
Ab 1953 kam es zu einer Ausweitung des Ortes durch die Erschließung neuer Baugebiete. Die neue Schule wurde ab 1962 gebaut und zwei Jahre später ihrer Bestimmung übergeben. Ab 1966 wurde am Ort die Müllabfuhr eingeführt. Im Zuge der rheinland-pfälzischen Verwaltungsreform wurde die Gemeinde 1972 der Verbandsgemeinde Montabaur zugeordnet. Ab 1982 fand dann in der Gemeinde kein Schulunterricht mehr statt, die Schüler mussten in die Nachbarorte ausweichen.
Die Stelzenbachhalle wurde zwischen 1993 und 1994 erbaut, 1997 erreichte die Bevölkerungszahl von Oberelbert erstmals die Eintausendermarke.

## Politik

### Gemeinderat
Der Gemeinderat in Oberelbert besteht aus 16 Ratsmitgliedern, die bei der Kommunalwahl am 9. Juni 2024 in einer Mehrheitswahl gewählt wurden, und dem ehrenamtlichen Ortsbürgermeister als Vorsitzendem.

### Bürgermeister
Sebastian Stendebach wurde am 22. März 2021 Ortsbürgermeister von Oberelbert. Bei der Direktwahl am 14. März 2021 war er mit einem Stimmenanteil von 84,21 % gewählt worden. Bei der Direktwahl am 9. Juni 2024 wurde er als einziger Bewerber mit 92,4 % für weitere fünf Jahre wiedergewählt.
Stendebachs Vorgänger Karl Jung hatte das Amt seit 1989 ausgeübt. Zuletzt bei der Direktwahl am 26. Mai 2019 mit einem Stimmenanteil von 63,81 % in seinem Amt bestätigt, legte er es zum 31. Dezember 2020 nieder.

### Wappen
| Wappen von Oberelbert | Blasonierung: „Von Blau und Rot schräglinks durch einen silbernen Wellenbalken, der mit zwei grünen Elchschaufeln belegt ist, geteilt; oben ein achtspeichiges goldenes Mühlrad, unten wachend ein silbernes Glockentürmchen mit zwei schwarzen Schallfenstern.“ |
| Wappen von Oberelbert | Wappenbegründung: Der Ortsname Oberelbert ist im Wappen durch die beiden Elchschaufeln symbolisiert. Für die Erbenmühle steht das goldene achtspeichige Mühlrad oben in Blau. Der schräglinks verlaufende silberne Wellenbalken symbolisiert den Stelzenbach. Die Farben Blau und Gold stehen für die Zugehörigkeit zum ehemaligen Herzogtum Nassau. Die Kirche symbolisiert im Ortswappen der alte schmucke Dachreiter als silbernes Glockentürmchen mit den schwarzen Schallfenstern unten im roten Feld. Die Farben Rot und Silber sind die trierischen Wappenfarben. |

### Gemeindepartnerschaft
Partnergemeinde ist Fischbach/Rhön, auch Fischbach bei Bad Salzungen genannt. Fischbach/Rhön ist ein kleines Dorf in der Rhön in Thüringen in der Nähe Kaltennordheims.